# Pascoe Vale
Pascoe Vale är en del av en befolkad plats i Australien. Den ligger i kommunen Moreland och delstaten Victoria, nära delstatshuvudstaden Melbourne.
Runt Pascoe Vale är det mycket tätbefolkat, med 3 249 invånare per kvadratkilometer.. Närmaste större samhälle är Melbourne, nära Pascoe Vale. 
Runt Pascoe Vale är det i huvudsak tätbebyggt. Genomsnittlig årsnederbörd är 971 millimeter. Den regnigaste månaden är juni, med i genomsnitt 115 mm nederbörd, och den torraste är januari, med 34 mm nederbörd.